# 散華
散華（さんげ）とは、華（花）を散布すること。仏教では仏を供養するために華を散布する。また花を散らす意味から転じて、死亡すること、特に若くして戦死する事の婉曲表現としても使われている。

## 仏教
仏や菩薩が来迎した際に、讃嘆するために大衆や天部の神により華を降らしたという故事にちなんで行われる。釈迦仏の前世である儒童梵士（じゅどうぼんし）が燃燈仏に華を散らして供養した話などはその代表的な例である。
寺院で法要を巌修する時に、仏を供養するため花や葉を撒き散らす。法要に散華を行うのは、華の芳香によって悪い鬼神などを退却させ、道場を清めて仏を迎えるためとされる。
元来、蓮などの生花が使われていたが、現在は蓮の形を模った色紙で代用することが多い。その形から分かるように蓮華を模っている。これは釈迦と深い繋がりがあり、葬儀など仏を供養する場で撒かれることがある。この色紙を「華葩（けは）」ともいう。
また入仏開眼や寺院の落慶法要では大量の散華が撒かれる。散華をコレクションする人々も存在する。

## 戦死
「散華」は、「華と散る」と解すことで、死亡、特に戦死の婉曲表現または美化表現としても使用されている。なお戦死の美化表現には「玉砕」もあるが、玉砕は個人の戦死ではなく部隊の全滅を意味し、大本営発表などで公式に使用された。
「散華」の表現を、若死や戦死の意味で書籍名に使用した例には以下がある。
- 「散華」（高橋和巳、1963年、文芸[5]。1967年、河出書房。1980年、新潮文庫。） - 回天特攻隊員で戦後会社員となった主人公と、戦時中言論において特攻を扇動した老思想家との邂逅を描いた短編小説。
- 「散華」（太宰治、1944年、『佳日』所収）- 若くして病死した友人、戦死した友人について記載した短編[6]。
- 「散華の世代から」（吉田満、1981年、講談社）
- 「青春散華」（濱野潤子、2000年、日本図書刊行会）
- 「土方歳三散華」（萩尾農、2001年、アース出版局） - 新撰組の土方歳三の戦死を描いた小説。

また「散華」との表現ではないが、日本の軍歌「同期の桜」は、戦死を花が散る様子に喩え、太平洋戦争当時に広く歌われた。